# NGC 5130
NGC 5130 é uma galáxia lenticular (S0) localizada na direcção da constelação de Virgo. Possui uma declinação de -10° 12' 37" e uma ascensão recta de 13 horas, 24 minutos e 27,2 segundos.
A galáxia NGC 5130 foi descoberta em 1886 por Ormond Stone.